# Kumarcilar Han

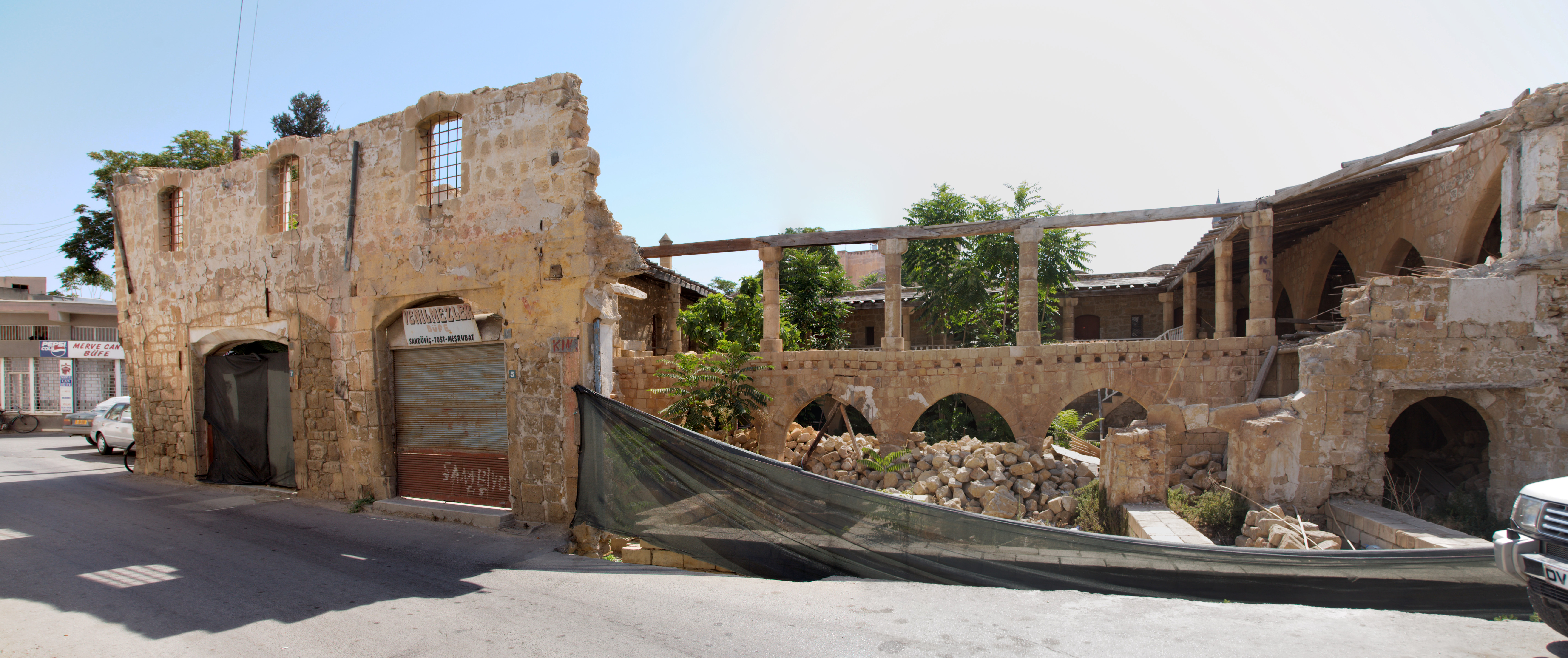
A karavánszeráj a 2008-as állapotban

A Kumarcilar Han egy karavánszeráj Észak-Nicosiában, Észak-Cipruson. A szigeten az oszmán korban készült 18 fogadó egyike.

## Leírása
Nem ismert, hogy pontosan mikor épült, de a 17. század végére elkészült. Sokkal kisebb és szerényebb, mint a Büyük Han („Nagy fogadó”). A karavánszerájhoz hasonlóan a bejárat egy szabadtéri udvarra vezet, amelyet egy kétszintes, eredetileg 56 szobás épület vesz körül. A felső szinten lévőket az utazók elszállásolására, míg a földszinten lévőket állataik és holmijuk elhelyezésére használták. A későbbi időkben a Kumarcilar Han leromlott állapotba került, az összeomlás veszélye fenyegette. Az épület helyreállítására irányuló erőfeszítések pénzhiány miatt akadályokba ütköztek.

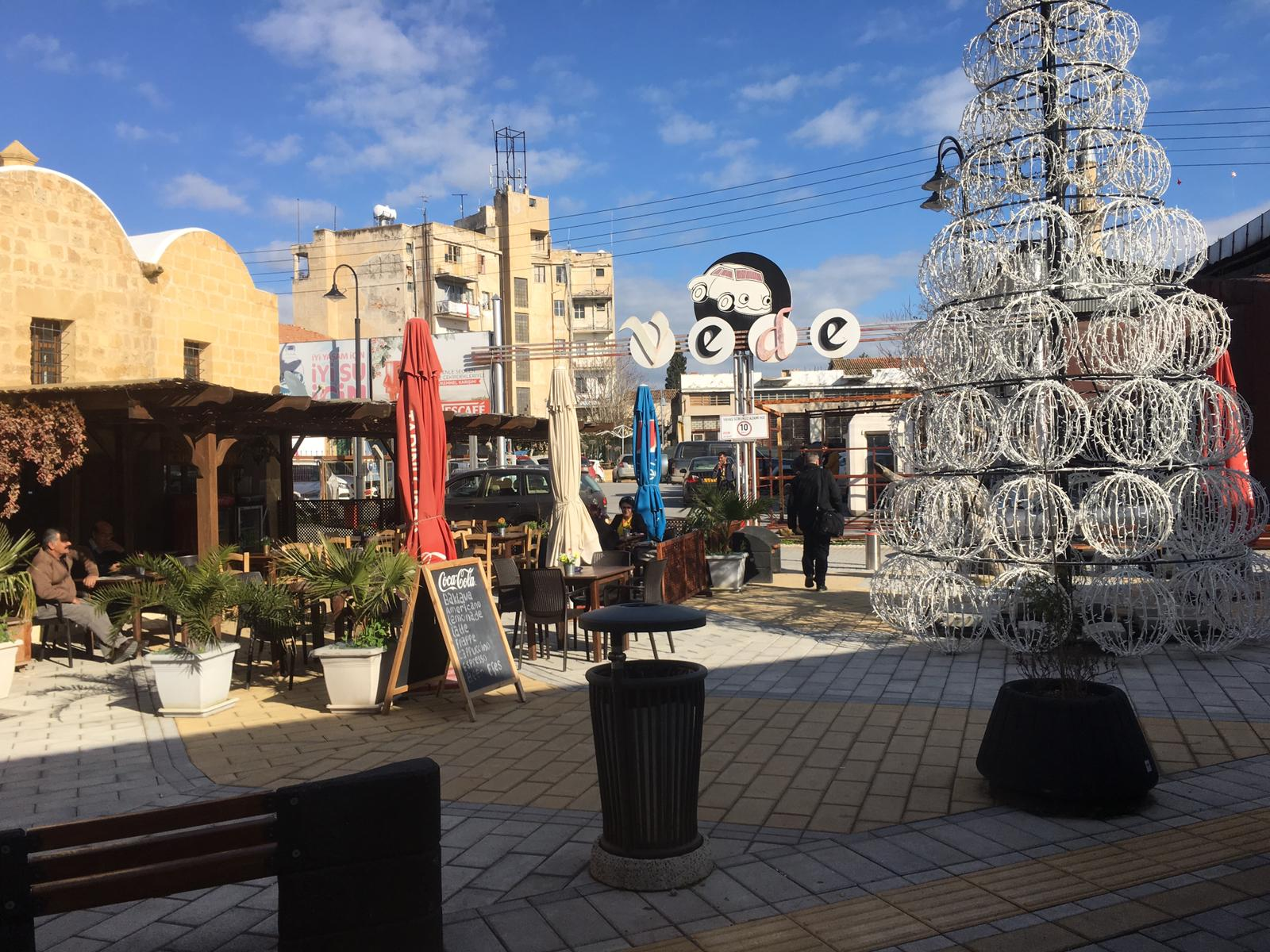
A felújítás után 2018-ban

A felújítás első szakasza 2012. szeptember végén fejeződött be. 2018 januárjára a Kumarcilar Hant teljesen felújították, és kávézóként, étteremként, valamint helyi termékeket árusító kis üzletekként használják. Az épületben megőrizték a velencei időszakból származó kerámiatöredékeket és boltíveket.
Haşmet Muzaffer Gürkan szerint a karavenszeráj ajtaja kétségtelenül egy latin épülethez tartozott. A nevével kapcsolatos hipotézis azt állítja, hogy eredetileg „Kumbaracılar Hanı”-nak hívták, az oszmán hadsereg egy egysége, a „kumbaracılar” után. Különböző időkben, különböző nevekkel rögzítették, 1881-ben egy térképen „Kuchuk Khan”-nak („Kis fogadó”) nevezték, Rupert Gunnis pedig 1936-ban azt írta, hogy „vándorzenészek fogadójá”-nak hívják.

## Bibliográfia
- Darke, Diana (2009), North Cyprus, Bradt Travel Guides, ISBN 1-84162-244-3.
- Dubin, Marc & Morris, Damien (2002), Cyprus, Rough Guides, ISBN 1-85828-863-0.

## Fordítás
- Ez a szócikk részben vagy egészben  a   Kumarcilar Han című angol Wikipédia-szócikk ezen változatának fordításán alapul.  Az eredeti cikk szerkesztőit annak laptörténete sorolja fel. Ez a jelzés csupán a megfogalmazás eredetét és a szerzői jogokat jelzi, nem szolgál a cikkben szereplő információk forrásmegjelöléseként.